# Balakhtà
Balakhtà (en rus: Балахта) és un poble (un possiólok) del krai de Krasnoiarsk, a Rússia, que el 2017 tenia 6.490 habitants.